# James Gentle
James „Jimmy“ Cuthbert Gentle (* 21. Juli 1904 in Dorchester, Massachusetts; † 22. Mai 1986 in Philadelphia, Pennsylvania) war ein Hockeyspieler aus den Vereinigten Staaten, der 1932 eine olympische Bronzemedaille gewann. 

## Karriere
James Gentle studierte an der University of Pennsylvania und spielte dort Fußball. 1925/26 spielte der Stürmer für die Boston Wonder Workers in der American Soccer League. 1930 trat er für den Philadelphia Cricket Club an. Bei der Fußballweltmeisterschaft 1930 gehörte er zum Kader der Vereinigten Staaten, wurde aber nicht eingesetzt. 1976 wurde er in die National Soccer Hall of Fame aufgenommen.
Gentle spielte beim Philadelphia Cricket Club auch Hockey. Bei den Olympischen Spielen 1932 in Los Angeles nahmen nur drei Mannschaften am Hockey-Turnier teil. Nachdem die indische Mannschaft die japanische Mannschaft mit 11:1 besiegt hatte, gewannen die Japaner gegen das Team der Vereinigten Staaten mit 9:2. Im letzten Spiel siegte die indische Mannschaft mit 24:1 gegen die Mannschaft der Vereinigten Staaten. Gentle wirkte als Defensivmann in beiden Spielen mit. Vier Jahre später nahm Gentle auch an den Olympischen Spielen 1936 in Berlin teil. Dort verloren die Amerikaner alle vier Spiele, Gentle wurde dreimal eingesetzt.
Gentle war Reservesoldat der United States Army und wurde im Zweiten Weltkrieg im Italienfeldzug eingesetzt und anschließend im Rheinland. Nach dem Krieg war er als Offizier für Handelsfragen in der amerikanischen Zone zuständig. 1956 verließ er die Armee als Oberst. Im Zivilleben wurde er ein erfolgreicher Unternehmer im Versicherungswesen.